# C/1989 W1 Aarseth-Brewington
La C/1989 W1 (Aarseth-Brewington) è una cometa non periodica che raggiunse la visibilità a occhio nudo. 

## Scoperta
La cometa è stata scoperta il 16 novembre 1989 da due astrofili, il norvegese Knut Aarseth e lo statunitense Howard J. Brewington (in seguito divenuto un astronomo professionista): un astrofilo italiano, Mauro Vittorio Zanotta la scoprì il 18 novembre 1989 diventando così solo uno scopritore indipendente della cometa. La cometa fu la prima cometa scoperta dai due astrofili: per compiere la sua scoperta ad Aarseth occorsero 177 ore di osservazioni e a Brewington ben 230,5 ore.

## Osservazioni
La cometa al momento della scoperta era di 8,5-9,0a, in seguito la cometa arrivò a una magnitudine apparente di 2,4a, presentò a occhio nudo una coda di 2°, un accenno di anticoda, e un nucleo apparente di 11a (si trattava in effetti del cosiddetto falso nucleo in quanto il vero nucleo cometario non è mai visibile con strumenti da terra). La sua chioma raggiunse a fine gennaio 1990 i 200.000 km di diametro.